# Кимополея
Кимополея (на гръцки: Κυμοπόλεια – тази, която създава вълни) в гръцката митология е дъщеря на Посейдон, богът на моретата, и на нереидата Амфитрита.
Според Хезиод, Амфритрита става съпруга на Посейдон. Според една от версиите Посейдон я похитил. Според други след като я видял на брега на остров Наксос със своите сестри нереидите и бил пленен от красотата ѝ, но Амфитрита се скрила в една пещера в океана. Дълго я търсил Посейдон, но накрая един делфин му помогнал и казал къде се намират. Посейдон намерил Амфитрита и се оженил за нея, а за благодарност делфина бил поставен на небето като съзвездие.
Според Теогония на Хезиод, Кимополея била омъжена от баща си за Бриарей, един от тримата сторъки великани Хекатонхейри, като по този начин Посейдон очаквал лоялност към Олимпийските богове в битката им срещу титаните.
Смята се, че Кимополея е низша богиня на морските бури и също както съпруга си е била с гигантски размери.